# Alfonsina Mesa
Alfonsina Mesa, (Florida, 8 de octubre de 2005) es una estudiante y escritora uruguaya. Hija de Mónica Luengo y Mauricio Mesa. Ganadora en 2022, como una de las 8 Mujeres Destacadas de su departamento Florida, reconocida por la Junta departamental por los tres libros publicados a diciembre de 2023 y con el Premio Inju a la categoría Arte y Cultura.

## Libros
- 2020, ¿A quién elijo? Entre dos amores. (ISBN 978-9915-41-565-9)
- 2021, Un misterioso campamento. (ISBN 9789915415642)
- 2022, El intercambio: un chico mentiroso. (ISBN 978-9915-41-564-2)
- 2024, Supuestas amistades ¿Amigos o desconocidos? (ISBN 978-9915-41-837-7)

## Premios
- 2022, Dones Destacades de Florida.
- 2022, Premio Inju a la categoría Arte y Cultura.
- 2022, Reconocida por la Junta Departamental por los tres libros.